# Піщанка (Білохолуницький район)
Піща́нка (рос. Песчанка) — селище у складі Білохолуницького району Кіровської області, Росія. Входить до складу Климковського сільського поселення.
Населення поселення становить 51 особа (2010, 86 у 2002).
Національний склад станом на 2002 рік — росіяни 92 %.